# (15425) Welzl
(15425) Welzl (1998 SV26) – planetoida z grupy pasa głównego asteroid okrążająca Słońce w ciągu 4,28 lat w średniej odległości 2,63 j.a. Odkryta 24 września 1998 roku.